# École militaire nationale des enfants de troupe
L'école militaire nationale des enfants de troupe ou sekoly miaramilam-pirenena (SEMIPI), est une école de formation militaire qui forme des pépinières des hauts gradés de l'armée malgache, cise à Fianarantsoa. Elle est créée en 1923 pendant la période coloniale et existe jusqu'à aujourd'hui.

## Mission
L'école forme des jeunes garçons malgache depuis la classe de seconde jusqu'en classe préparatoire du concours d'entrée en académie militaire d'Antsirabe, des futurs cadres de la nation. La SEMIPI a comme devise : "Courage - Discipline - Loyauté"

## Histoire
La SEMIPI est créé le 25 mai 1923. Elle a changé huit fois de nom et six fois d'emplacement depuis sa création :
- Ecole regimentaire des enfants de troupe indigènes au camp Betongolo à Antananarivo
- En 1926, École préparatoire de Madagascar dans le palais du premier ministre à Andafiavaratra[5].
- En 1940-1942, elle s'est délocalisée à Besorohitra Fianarantsoa et a eu un nouveau nom École supérieure d'éducation physique.
- En 1943, elle est placée dans la grotte d'Alakamisy Itenina à 40 km au sud de Fianarantsoa.
- Puis, elle est revenue à Fianarantsoa du côté de Tsaramandroso en 1944 avec une nouvelle appellation : Ecole militaire préparatoire technique
- En 1950, sa dénomination est changée en école militaire technique de Madagascar
- En 1960, elle a eu son premier nom malgachisé : sekoly fanomanana miaramila
- En 1964: elle est déplacée à Beravina Fianarantsoa avec le nom sekoly miaramilam-pirenena (SEMIPI)[6]

Le site sui abrite la SEMIPI est appelé auparavant camp Lequesne, puis rebaptisé toby général Lucien Rakotonirainy en1997.
Depuis sa création, la SEMIPI a connu trente trois commandants dont Quatorze officiers français et dix neuf officiers malgache. Le général Gabriel Ramanantsoa est le premier malgache à diriger la SEMIPI.
L'école collabore avec le Ministère de l'éducation nationale depuis l'an 1962 pour l'enseignement littéraire et scientifique.

## Commandants de l'école
2024: colonel Ndramanoro Hobindraza Donatien

## Personnalité liées à l'école
- Général retraité Dominique Rakotozafy, ancien ministre de la Défense nationale, promotion Fivondronana, année scolaire 1970-1971[6].
- Général Anthony Rakotoarison, ancien directeur de cabinet au secrétariat de la gendarmerie, promotion colonel Joël Rakotomalala, année scolaire 1978-1979.
- Colonel Ravoavy Zafisambatra, directeur de la sécurité et des renseignements auprès du commandement de la Gendarmerie nationale, année scolaire 1981-1982.
- Aimé Randriamamonjy, conseiller pédagogique de l'enseignement primaire, année scolaire 1981-1982
- Francky Andrianjafy, banquier, année scolaire 1981-1982
- Marius Arnaud Auguste, magistrat, promotion général Rakotonirainy Lucien 1997-1998